# Arkansas General Assembly

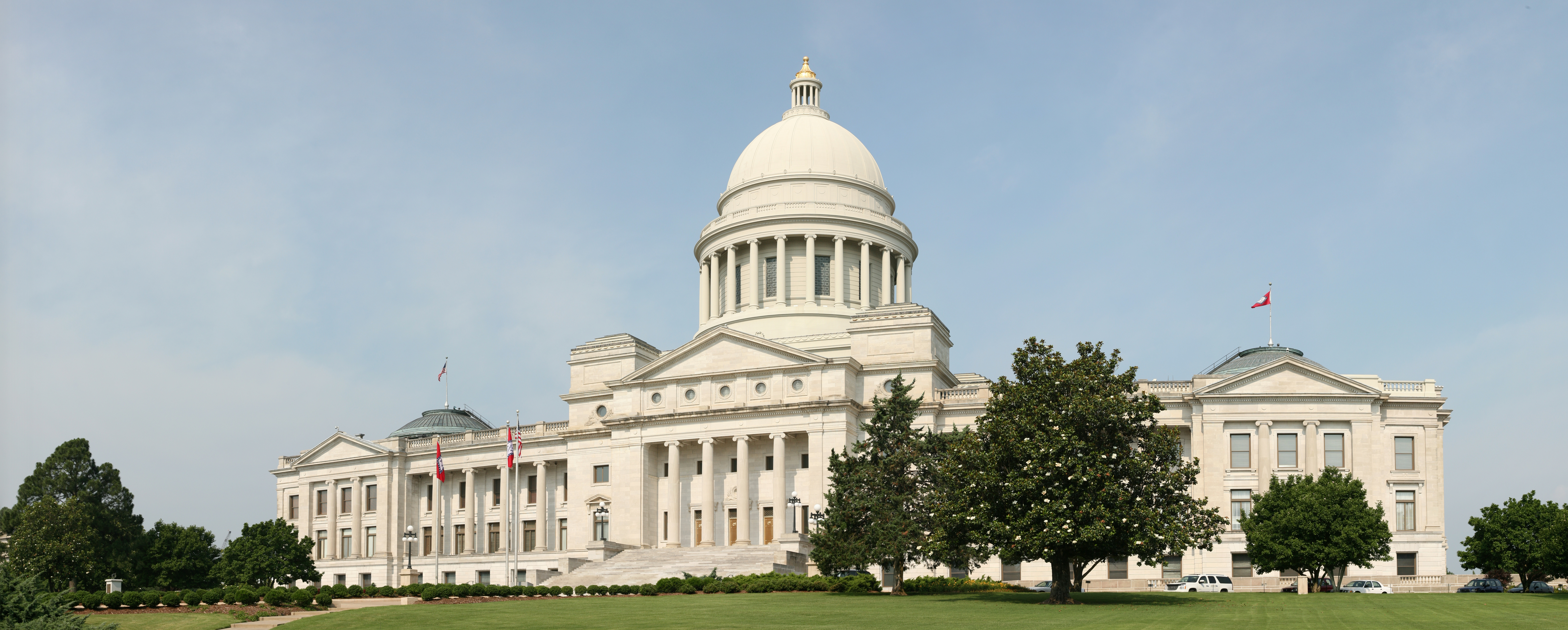
Die General Assembly tagt im Arkansas State Capitol

Die  General Assembly ist die State Legislature und damit die Legislative des US-Bundesstaats Arkansas und wurde durch die staatliche Verfassung 1836 geschaffen. Sie besteht aus dem Repräsentantenhaus von Arkansas, das als Unterhaus fungiert, sowie dem Senat von Arkansas als Oberhaus. Die General Assembly tagt im Arkansas State Capitol in Little Rock.
Das Repräsentantenhaus besteht aus 100 Mitgliedern, der Senat aus 35. Das Repräsentantenhaus wird für zwei Jahre gewählt. Die Amtszeit der Senatoren beträgt vier Jahre, jeweils die Hälfte des Senats wird gleichzeitig mit dem Repräsentantenhaus gewählt. Der Wahltag fällt mit dem des Bundeskongresses zusammen.
Wählbar sind US-Bürger, die seit mindestens zwei Jahren in Arkansas und mindestens ein Jahr im entsprechenden Wahlbezirk leben, und die im Wählerregister eingetragen sind. Das Mindestalter beträgt 25 Jahre für den Senat, 21 Jahre für das Repräsentantenhaus.